# Вимињано-Кјеза (Болоња)
Вимињано-Кјеза (итал. Vimignano-Chiesa) је насеље у Италији у округу Болоња, региону Емилија-Ромања.
Према процени из 2011. у насељу је живело 14 становника. Насеље се налази на надморској висини од 517 м.